# Public-Real-Estate-Management
Als Public-Real-Estate-Management (PREM) bezeichnet man das Immobilienmanagement der öffentlichen Hand.

## Immobilienmanagement in der Privatwirtschaft
In den letzten Jahrzehnten des 20. Jahrhunderts begann ein Professionalisierungsprozess beim Management von Immobilien im Eigentum von Unternehmen, deren Kerngeschäft nicht die Immobilie ist („Non-Property-Companies“). Vielfach bestand eine Zersplitterung der Zuständigkeiten, z. B. bei Konzernen, die durch Übernahmen anderer Unternehmen gewachsen waren. Die einzelnen Konzernunternehmen betrieben oft eine eigene Immobilienpolitik und verfügten nicht über kompatible Datengrundlagen. Allmählich begann man unter dem Druck des Wettbewerbs, die Immobilie nicht nur als Produktionsmittel zu nutzen (z. B. als Bürogebäude, Fabrik oder Lagerhalle), sondern den Immobilienbestand strategisch zu betrachten (Corporate-Real-Estate-Management CREM). Damit einher ging häufig eine Übertragung der Immobilien auf Tochtergesellschaften, die die Objekte an die nutzenden Gesellschaften bzw. Organisationseinheiten vermieteten (Vermieter-Mieter-Modell), um diese direkt an den Immobilienkosten zu beteiligen. Dadurch sollte ein stärkeres Kostenbewusstsein erzeugt werden. Die vermietenden Einheiten konnten sich im Rahmen einer Spezialisierung auf die Immobilien professionalisieren und bisher nicht erkannte Potenziale z. B. durch bauliche Erweiterung für das Unternehmen nutzbar machen.

## Übertragung auf die öffentliche Hand
Die Defizite, die in der Privatwirtschaft zur Einführung des CREM führten, bestanden auch im öffentlichen Sektor, dort allerdings in gesteigerter Form (u. a. fehlende Kosten- und Leistungsrechnung). Immobilienwirtschaftliche Autoren übten Kritik an dem Umgang der öffentlichen Hand mit ihrem Immobilienbestand. Diese Kritik enthielt teils allgemeine verwaltungskritische Argumente, wie fehlende Leistungsanreize für die öffentlich Bediensteten oder das Haushaltsrecht (Kameralistik). Aber auch spezifische Defizite, wie das Nebeneinander von Liegenschaftsverwaltung, Bauverwaltung und nutzender Verwaltung, mangelnde Datengrundlagen sowie fehlende immobilienwirtschaftliche Kenntnisse der zuständigen Mitarbeiter wurden moniert.
Die Erfolge des Corporate-Real-Estate-Managements in der Privatwirtschaft veranlassten Entscheidungsträger, insbesondere die für öffentliche Immobilien zuständigen Finanzministerien, unterstützt durch den Bundesrechnungshof, durch Vertreter der Immobilienökonomie und Unternehmensberatungen, ähnliche Modelle für die öffentliche Hand zu entwickeln und umzusetzen. Vielfach wurden neue Immobilienorganisationen gegründet, die – mit oder ohne Eigentumsübergang – die Vermieterfunktion gegenüber den nutzenden Behörden ausüben (Vermieter-Mieter-Modell). Die Rechtsformen dieser Einrichtungen sind unterschiedlich, z. B. Landesbetriebe nach § 26 Landeshaushaltsordnung (LHO), Anstalten des öffentlichen Rechts und Sondervermögen (nicht abschließend). Beispiele sind die Bundesanstalt für Immobilienaufgaben und der Bau- und Liegenschaftsbetrieb NRW. In Österreich wurde bereits 1992 die Bundesimmobiliengesellschaft (BIG) gegründet, die mit der Verwaltung, dem Neubau und der Verwertung öffentlicher Immobilien betraut wurde.
Der Erfolg dieser Umstrukturierungen, die auf kommunaler, Landes- und Bundesebene teils Übereinstimmungen, teils Unterschiede aufweisen, lässt sich noch nicht abschließend beurteilen.
Seit 2011 existiert das Netzwerk Public Real Estate Network (PuRE-net), dem öffentliche Immobilienorganisationen aus verschiedenen europäischen Staaten angehören.